# Hilara bellula
Hilara bellula är en tvåvingeart som beskrevs av Frey 1955. Hilara bellula ingår i släktet Hilara och familjen dansflugor. Inga underarter finns listade i Catalogue of Life.